# HomeRF
HomeRF (Home Radio Frequency) is een digitale techniek die de standaarden DECT (digitale technology voor spraakcommunicatie) en wifi (digitale techniek voor huisnetwerken) combineert. Door middel van deze techniek kunnen computers en andere huishoudelijke apparaten (zoals huistelefoons) met elkaar verbonden worden in een thuisnetwerk. Het bereik van het netwerk ligt tussen de 50 en 100 meter. De standaard is ontwikkeld door Intel die in ’98 een werkgroep voor deze standaard heeft opgericht. In deze werkgroep waren de volgende zes bedrijven actief; Motorola, Compaq, National Semiconductors, Proxim, Siemens en Intel. In 2003 is de werkgroep, wegens onder andere het succes van wifi en te weinig interesse van de consumentenmarkt, opgeheven.